# РМБ-93
РМБ-93 — помповое ружьё, разработанное ЦКИБ СОО (ныне входит в состав ГУП «Конструкторское бюро приборостроения») в 1993 году для вооружения специальных подразделений правоохранительных органов России.

## Описание
Конструктивно ружьё РМБ-93 заметно отличается от классических магазинных ружей. Магазин надствольный, на 8+1 патронов, для зарядки необходимо откинуть крышку ствольной коробки. Зеркало затвора неподвижно. Для перезарядки нужно двигать ствол вперёд, выброс стреляных гильз идёт вниз. Запирание ствола обеспечивается парой защёлок, расположенных по бокам зеркала затвора и сцепляющихся с казенной частью ствола.
Ударно-спусковой механизм курковый, курок скрыт. Стрельба ведётся только самовзводом.
Рычажок предохранителя находится на обеих сторонах оружия, при включении запирает спусковой механизм и систему перезаряжания.
РМБ-93 имеет пистолетную рукоять, пластмассовое цевьё и складывающийся вверх и вперёд стальной приклад.

## Варианты

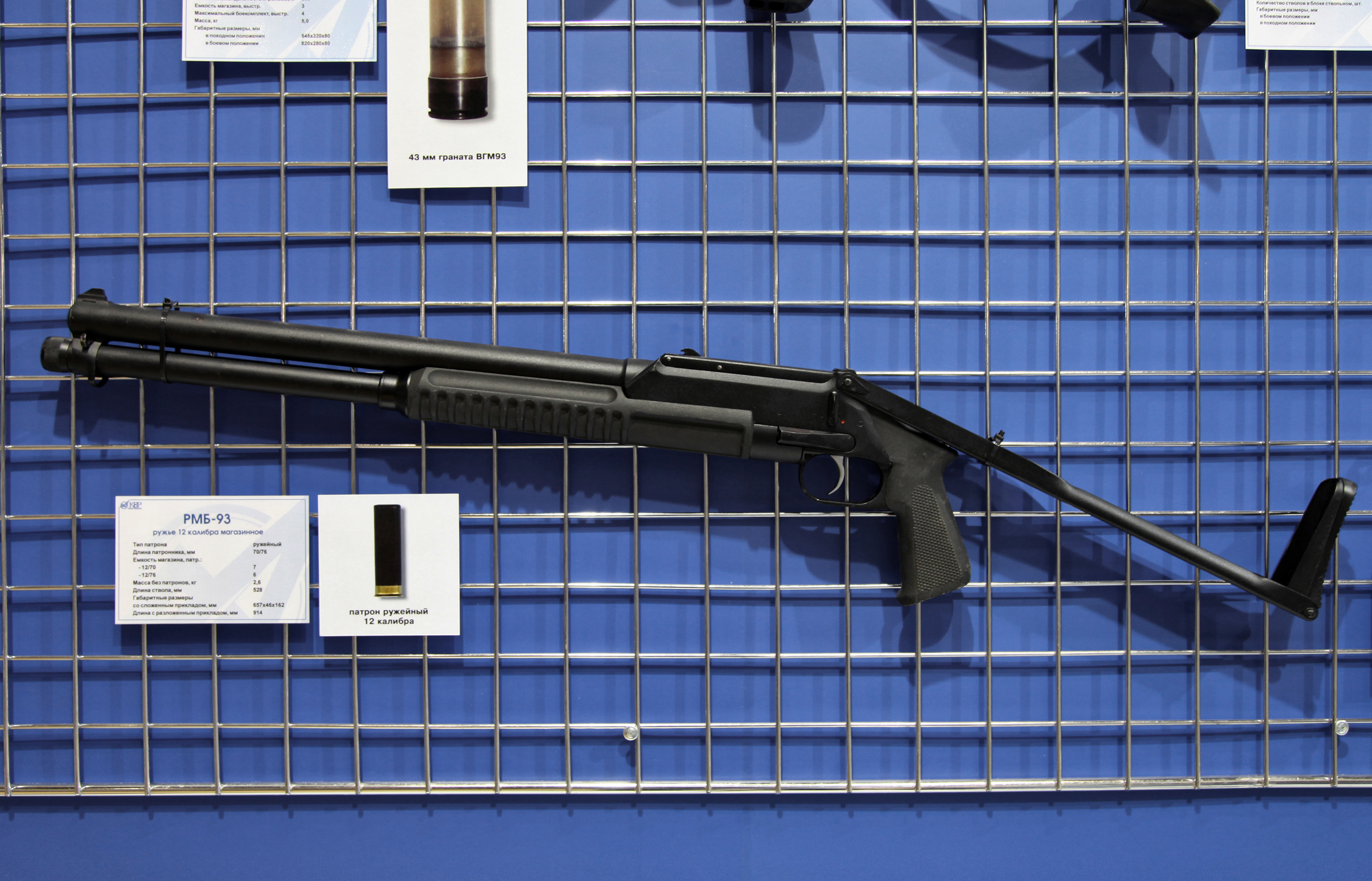
РМБ-93 с разложенным прикладом

- РМО-93 «Рысь» (ружьё магазинное охотничье 93 года) — гражданский вариант РМБ-93. Выпускается в следующих модификациях[ссылка 2][литература 1]:
  - Рысь-Ф — вариант длиной 809 мм со стволом 680 мм со складным вверх и вперёд прикладом (как в РМБ-93).
  - Рысь-О — вариант длиной 1080 мм и стволом 680 мм с деревянным нескладным прикладом.
    - Рысь-ОЦ — вариант длиной 1080 мм со стволом 680 мм под патрон 12/76.

  - Рысь-К — вариант со складным вверх и вперёд прикладом и укороченным до 528 мм стволом (в данном варианте РМО-93 аналогично РМБ-93, но имеет автоблокировку курка при сложенном прикладе).
  - Рысь-У — вариант длиной 918 мм и стволом 528 мм с деревянным нескладным прикладом, имеющим отверстие для большого пальца.
    - Рысь-УЦ — вариант длиной 924 мм со стволом 534 мм под патрон 12/76.

  - Рысь-Л — вариант длиной 928 мм и стволом 528 мм с деревянным нескладным прикладом.
    - Рысь-ЛЦ — вариант длиной 934 мм со стволом 534 мм под патрон 12/76.

## Страны-эксплуатанты
- Беларусь — РМФ-93 сертифицировано в качестве гражданского охотничьего оружия[2]
- Россия — ружьё сертифицировано в качестве гражданского оружия; в период с 14 августа 1992 года[3] до 1 марта 2006 года[4] было разрешено к использованию в качестве служебного оружия частными охранными структурами[5]. В дальнейшем, вариант РМФ-93С был вновь сертифицирован в качестве служебного оружия и разрешён к использованию в учебных центрах по подготовке, повышению квалификации и проверке навыков сотрудников частных охранных структур[6].